# Nil Venditti
Nil Venditti (* 1994 in Perugia) ist eine italienisch-türkische Dirigentin.

## Leben
Nil Venditti ist in Perugia geboren. Ihre Mutter Nur Kantogan stammt aus Ankara und studierte Italienisch an der Ausländeruniversität Perugia. Ihr Vater Bruno Venditti ist Römer und studierte ebenfalls in der Hauptstadt Umbriens. Nil Venditti lernte Cello am Konservatorium von Perugia und erhielt ihr Diplom in Dirigieren am Konservatorium von L’Aquila.
Sie gewann 2015 den ersten Preis beim nationalen Dirigierwettbewerb Premio Claudio Abbado und 2017 den zweiten Preis beim Dirigierwettbewerb Jeunesses musicales in Bukarest.
Nil Venditti führte ihre Dirigierausbildung an der Zürcher Hochschule der Künste bei Johannes Schlaefli fort. Sie besuchte die mit dem Pärnu Music Festival verbundene Conducting Academy unter der Leitung von Paavo Järvi, Neeme Järvi und Leonid Grin 2017 und 2018 sowie die Gstaad Conducting Academy 2016 und 2019. Im Jahr 2020 wurde sie Assistentin von Paavo Järvi beim Tonhalle-Orchester Zürich und Gastdirigentin des Orchestra della Toscana. Für die Saison 2024/2025 ist Nil Venditti Erste Gastdirigentin des Kammerorchesters Royal Northern Sinfonia in Newcastle upon Tyne. Ihr Debüt in den USA gab sie im Frühjahr 2023 mit dem Orchester des San Francisco Conservatory of Music (SFCM).
Im August 2024 dirigierte Nil Venditti das Bridges-Kammerorchester im Rahmen des Schleswig-Holstein Musik Festivals im Großen Saal der Hamburger Elbphilharmonie. Im Sommer 2025 wird sie das Schleswig-Holstein Festival Orchestra dirigieren.